# دونالد ونايت
دونالد ونايت (12 مايو 1894 في المملكة المتحدة - 5 يناير 1960 في المملكة المتحدة) (بالإنجليزية: Donald Knight)‏ هو لاعب كريكت بريطاني (وحمل سابقاً جنسية المملكة المتحدة لبريطانيا العظمى وأيرلندا). شارك مع منتخب إنجلترا للكريكت.

## وصلات خارجية
- دونالد ونايت على موقع إي آس بي آن كريك إنفو (الإنجليزية)